# Nepomucena Kostecka
Nepomucena Kostecka, z domu Żółkowska (ur. 24 listopada 1807 w Warszawie, zm. 10 marca 1847) – polska aktorka.

## Życiorys
Pochodziła ze znanej rodziny aktorskiej. Była córką komika Alojzego Żółkowskiego (1777–1822) z pierwszego małżeństwa. Aktorami zostali także jej przyrodni bracia Alojzy i Lucjan Żółkowscy.
Debiutowała 20 września 1829 w zespole Teatru Rozmaitości w przedstawieniu komediowym Państwo Staruszkiewiczowie. Stale występowała w Warszawie, a w marcu 1844 gościnnie także w Krakowie. Ostatni występ Kosteckiej miał miejsce miesiąc przed śmiercią, 5 lutego 1847 odgrywała postać Rejci Żydówki w Stacji pocztowej w Hulczy.
Z małżeństwa z aktorem Tomaszem Kosteckim (występującym przede wszystkim w chórze zespołów Warszawskich Teatrów Rządowych) miała pięcioro dzieci. Została pochowana na Cmentarzu Powązkowskim w Warszawie.